# Basílica de San Francisco de Asís (Piacenza)
La basílica de San Francesco de Asís (en italiano: basilica di San Francesco d'Assisi), también conocida como iglesia de San Francisco de Asís, es una iglesia de Piacenza. Fue construida entre 1278 y 1363 por voluntad del gibelino Ubertino Landi en estilo gótico lombardo.

## Historia
La iglesia, parte de un conjunto monástico mayor, fue construida por los Frailes Menores entre 1278 y 1363 en estilo gótico lombardo, con fachada de terracota, tras la donación hecha por Ubertino Landi a los mismos Frailes Menores, de un área en el centro de la ciudad de Piacenza ocupada en ese momento por una serie de casas.
Los motivos que llevaron a Ubertino a optar por donar el terreno para la construcción de la iglesia a la orden derivan de la pacificación entre las facciones gibelina, de las que Ubertino Landi era uno de los principales exponentes piacentinios, y guelfa, dominadas por la familia Scotti, tras la victoria guelfa en la batalla de Benevento en 1266 y la conquista, en 1269, de la rocca di Bardi donde Landi se había refugiado tras la derrota. Las casas pronto fueron demolidas y reemplazadas por la iglesia y el monasterio contiguo. Por lo tanto, la construcción de la iglesia se convirtió en un símbolo de la pacificación entre las dos facciones: la posición del edificio, en la plaza central de la ciudad, se tomó como un símbolo de neutralidad, ya que la iglesia pasó a encontrarse en una posición directamente sujeta a la autoridad municipal y, en consecuencia, difícil de influir por una de las dos facciones.
El establecimiento de un gran complejo monástico franciscano en una posición estratégica en el centro de la ciudad generó una serie de disputas por parte de las parroquias cercanas de Santa Maria del Cairo, San Nicolò de 'Figli d'Agradio, San Faustino, San Giacomo Sopramuro, San Michele y San Donnino, que se quejaron de que la combinación de la construcción de una nueva iglesia y la demolición de varios bloques de viviendas necesarios para hacer espacio para el edificio había reducido considerablemente el número de feligreses pertenecientes a esas iglesias. La cuestión se elevó a la atención del papa, pero se perdió tras la elección como papa de Nicolás IV, que anteriormente había sido general de los franciscanos.
A lo largo de los siglos, la iglesia fue decorada con diversas obras de arte y el convento fue progresivamente ampliado para contar con tres claustros, ampliados en el área que luego sería ocupada por la piazzetta Plebiscito
En 1797 se suprimió la orden de los Frailes Menores, por lo que la iglesia se adaptó a hospital y almacén y se sustituyó la escalinata de acceso por una rampa en tierra. A principios del siglo XIX se evaluó la transformación en teatro, antes de su reapertura como edificio religioso, que se produjo en 1806, con la consagración a san Napoleón. Inicialmente restituida a la orden de los Frailes Menores, fue abandonada definitivamente por estos últimos en 1810, evitando la clausura para el culto gracias al traslado a la iglesia de la parroquia de los Santos Santiago y Felipe ordenado por monseñor Fallot de Beaumont que regía la diócesis de Piacenza.
En 1818 la iglesia fue elevada a parroquia por monseñor Scribani Rossi; en esa ocasión también se restauró la advocación original a san Francisco y se agruparon las de san Dalmazio, san HiIario, santos Faustino y Giovita y santa Apolonia.
El 10 de mayo de 1848 la iglesia fue escenario de un plebiscito destinado a la anexión de la ciudad de Piacenza al reino de Cerdeña, tras el cual Pietro Gioia proclamó la anexión de la ciudad al reino de Saboya. A continuación, el rey Carlos Alberto de Saboya concedió a Piacenza el título de primogenita.
Después de un proyecto elaborado por el arquitecto Camillo Guidotti en los primeros años del siglo XX que incluía cambios en la fachada y el aislamiento de la iglesia en el lado que da a la calle XX Settembre, proyecto que nunca se llevó a la práctica, en 1940 se colocó en la fachada norte de la iglesia el portal recuperado de la iglesia de Sant'Andrea, tras el derribo de esta última. En 1942, gran parte del convento fue demolido tras las obras emprendidas por el municipio de Piacenza: tras estas obras, sólo sobrevivió un pórtico de los claustros.

## Descripción

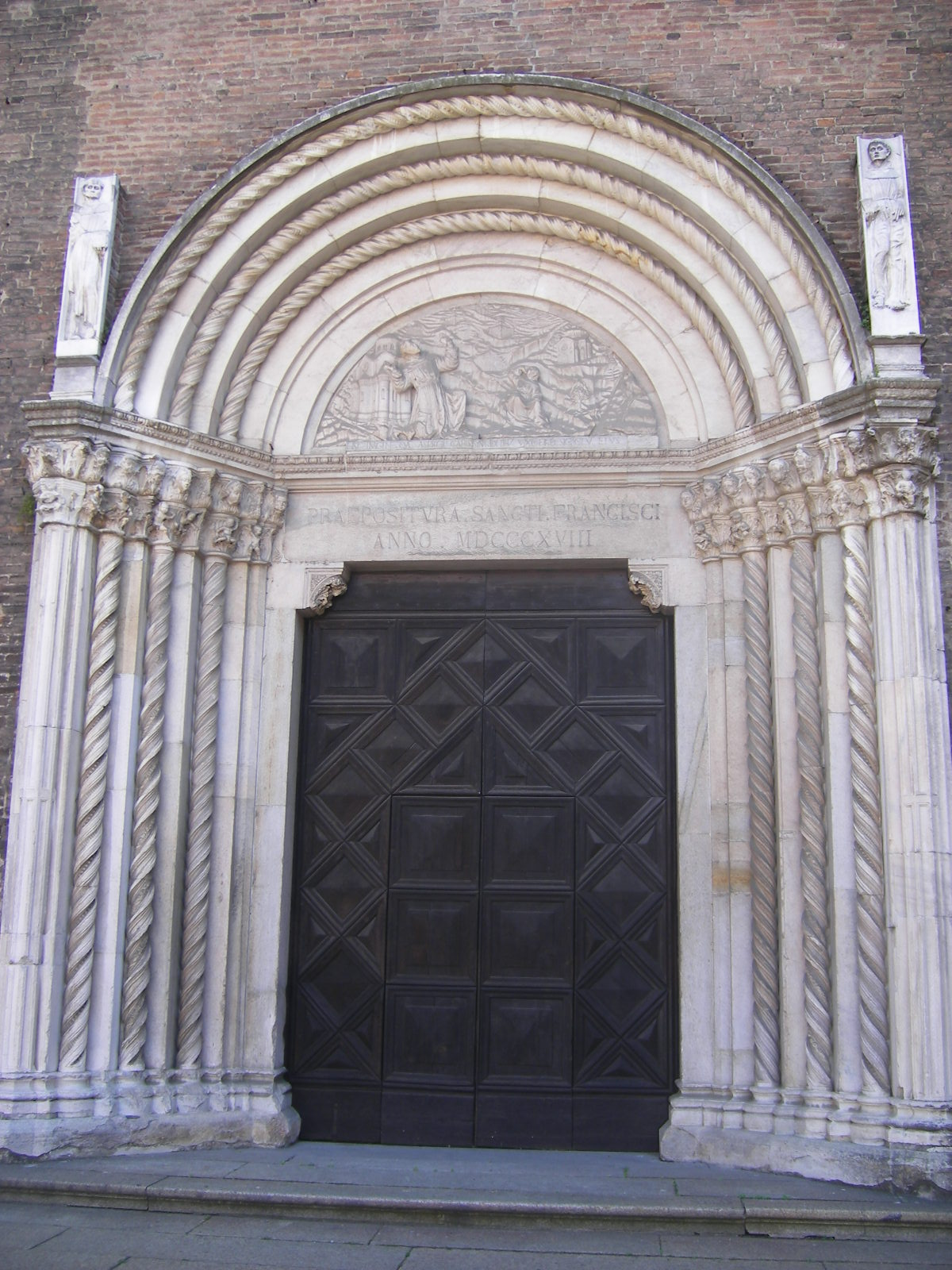
Detalle del portal central

### Exterior
El edificio muestra la influencia de la arquitectura cisterciense borgoñona y tiene algunos elementos de similitud con la basílica de San Francisco en Bolonia.
La iglesia está precedida, en el exterior, por una escalinata de mármol de 8 peldaños que permite el acceso al atrio de la iglesia. La fachada principal de barlovento, realizada en ladrillo visto, tiene dos contrafuertes cuadrangulares colocados en los extremos derecho e izquierdo y se divide en dos niveles, separados entre sí por un marco horizontal colocado a dos tercios de la altura total del edificio. La fachada está dividida en tres partes por otros dos contrafuertes que rematan en el centro del nivel superior con una cúspide en forma de pirámide.
Entre los dos contrafuertes centrales hay un rosetón caracterizado por un marco de terracota con arcos entrelazados. A los lados del rosetón hay dos óculos. El edificio tiene tres portales en la fachada, de los cuales el principal, situado en posición central y realizado en mármol durante el siglo XIV, es de estilo gótico tardío lombardo con abocinamientos de múltiples cordonaduras. El portal está rematado por un luneto, decorado con un bajorrelieve que representa los estigmas de san Francisco, que data de los años alrededor de 1480, obra de Guiniforte Solari y su hijo Pierantonio. Los dos portales menores, de época posterior, son de piedra, mientras que sobre ellos se sitúan dos ventanas monóforas caracterizadas por arcos de medio punto.
En el frente derecho del edificio se encuentra el pórtico, único elemento que se conserva del convento franciscano demolido en los años 1940, que presenta arcadas de medio punto sostenidas por pequeñas pilastrillas de planta cuadrada y realizados en terracota.

### Interior

Interior

El interior presenta una estructura basilical de tres naves caracterizada por bóvedas de crucería. La nave principal se compone de 5 tramos y está separada de las dos naves laterales menores por una serie de arcos apuntados.
En los lados del edificio hay algunas capillas: en la izquierda está la capilla de la Inmaculada Concepción, que data del siglo XVI y la capilla de San Francesco, que data del siglo XVII, mientras que en el lado opuesto está la capilla de San Antonio, datada también en el siglo XVII.
La iglesia conserva en su interior las tumbas de algunos ilustres piacentinos, entre ellos el senador Giuseppe Manfredi.
La cúpula de la capilla dedicada a la Inmaculada Concepción está decorada con frescos de Giovan Battista Trotti llamado Il Malosso (1597). Además de la cúpula, que representa la Coronación de María, pintada en presencia de varios profetas y sibilas en un torbellino de nubes, también el retablo, que representa a la Inmaculada Concepción, es obra de Malosso.
Otras pinturas conservadas en la iglesia son obra de Giuseppe Bramieri (un Martirio di San Lorenzo), Bernardo Castello, Clemente Ruta (un Cristo in croce guarisce s. Pellegrino Laziosi originalmente hecho para los sirvientes de S. Maria di Piazza), Bartolomeo Schedone, Carlo Sacchi, Carlo Francesco Nuvolone, Camillo Procaccini y Bernardino Gatti.
En cuanto a las esculturas, en la iglesia hay un grupo escultórico de estilo barroco que representa la Compianto sul Cristo morto, obra de Luca Reti.